# Protogygia milleri
Protogygia milleri là một loài bướm đêm trong họ Noctuidae.